# Saint-Denis-en-Val
Saint-Denis-en-Val é uma comuna francesa na região administrativa do Centro, no departamento Loiret. Estende-se por uma área de 17,09 km². Em 2010 a comuna tinha 7 735 habitantes (densidade: 452,6 hab./km²).